# Cluses (Górna Sabaudia)
Cluses – miejscowość i gmina we Francji, w regionie Owernia-Rodan-Alpy, w departamencie Górna Sabaudia.
Według danych na rok 1990 gminę zamieszkiwało 16 358 osób, a gęstość zaludnienia wynosiła 1564 osoby/km² (wśród 2880 gmin regionu Rodan-Alpy Cluses plasuje się na 43. miejscu pod względem liczby ludności, natomiast pod względem powierzchni na miejscu 1086.).

## Galeria

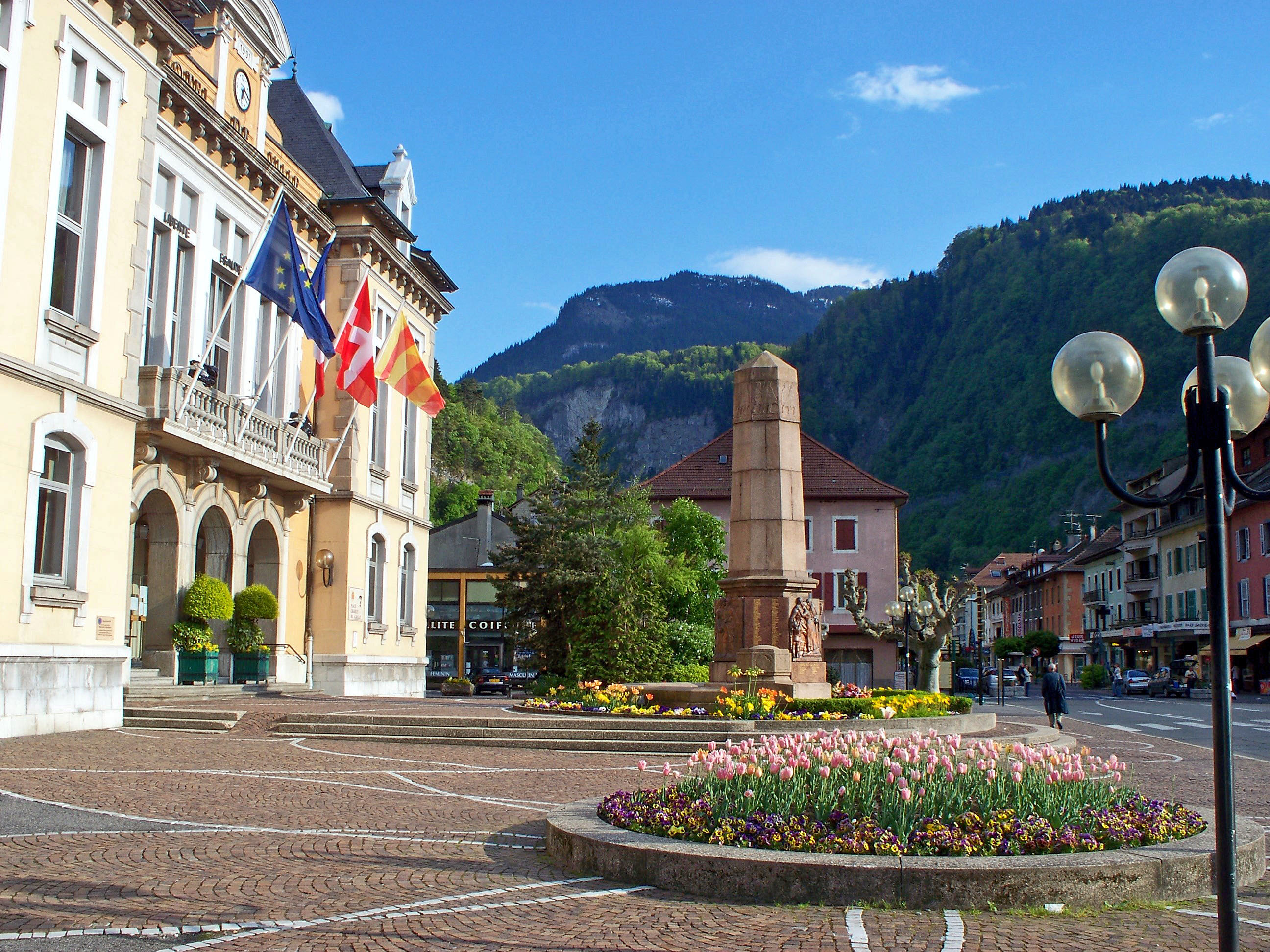
Ratusz
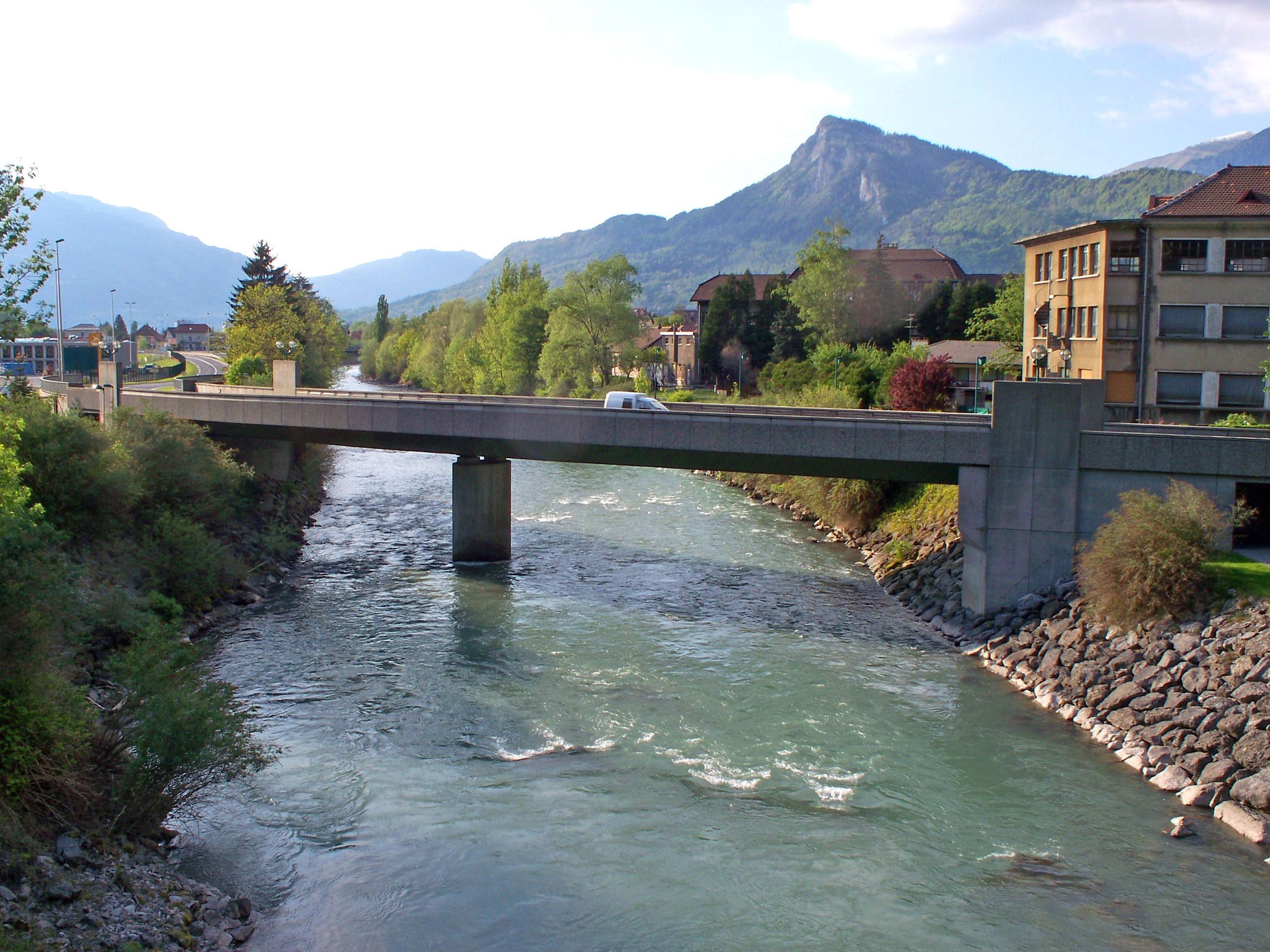
Wiadukt nad rzeką Arve
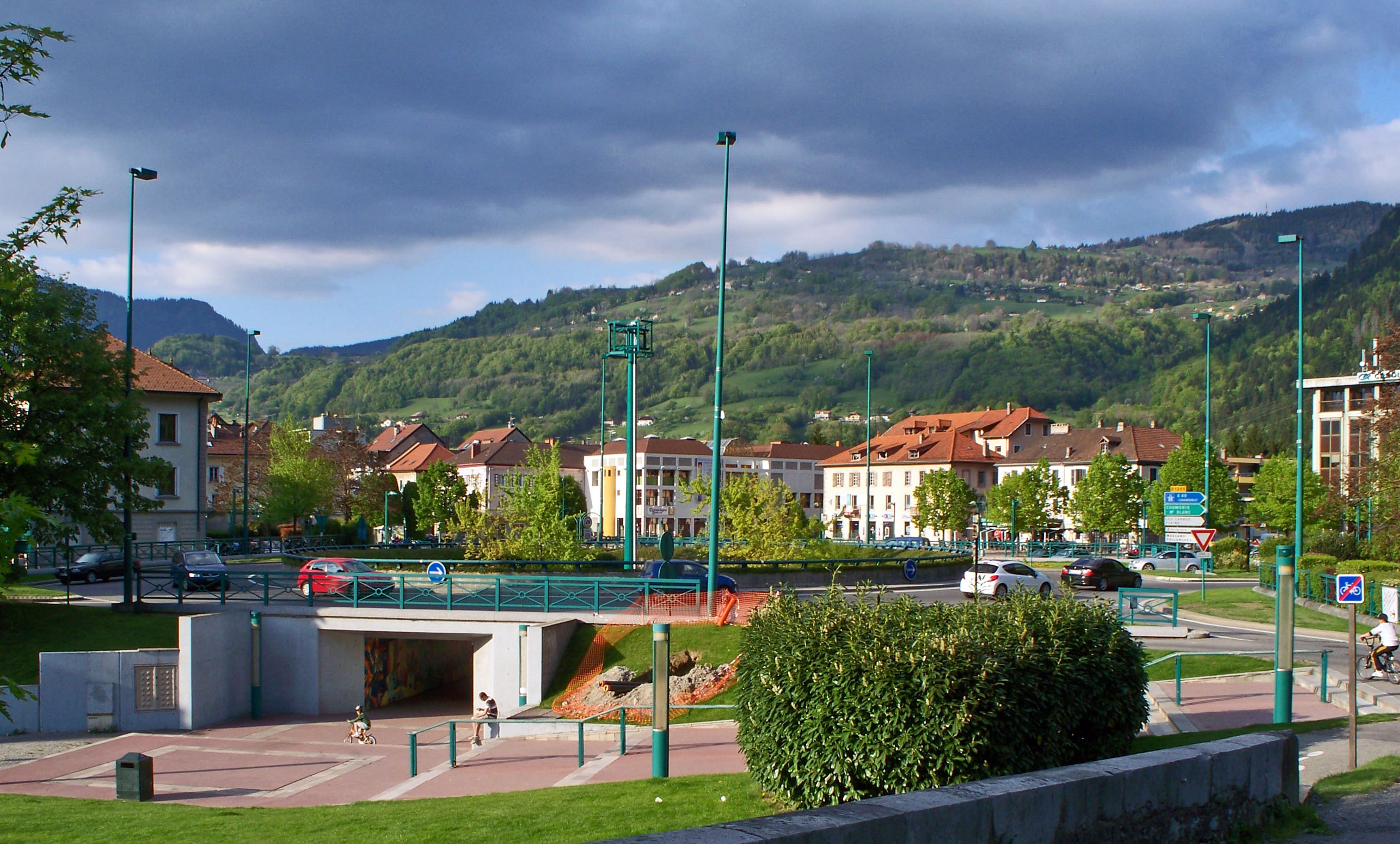
Rondo